# 永遠是你的朋友
《永遠是你的朋友》是陳慧嫻第七張粵語專輯，於1989年7月25日由寶麗金發行。這是陳慧嫻留學前的最後一張專輯，寶麗金於89年8月底舉行唱片祝捷會頒發5白金銷量，89年9月寶麗金公告同期譚詠麟的《忘情都市》銷量7白金（35萬），《永遠是你的朋友》突破5白金（25萬） ，最終《永遠是你的朋友》年度銷量衝破7白金，並獲IFPI認證為1989年度最高銷量大碟，是陳慧嫻事業的顛峰。當中《千千闋歌》及《夜機》為年度大熱金曲及華語經典，橫掃多個重要歌曲獎項，兩首歌曲同時入選「十大中文金曲」，陳也是唯一女歌星於同一專輯內有兩首歌曲，於同一年度入選「十大中文金曲」。 《千千闋歌》獲頒叱吒樂壇流行榜－我最喜愛歌曲大獎，並獲得三星期叱咤榜冠軍，而本專輯獲頒「十大中文金曲」－最佳唱片監製奬。另一主打為節拍舞曲《Dancing Boy》，專輯也收錄了熱度頗高的日本動畫《超時空要塞》香港版主題曲《真情流露》。1990年初完成89年度所有樂壇頒獎禮後，陳慧嫻便離開香港遠赴紐約修讀四年半的心理學學士課程暫別樂壇。

## 製作背景、主題及選曲
本專輯乃陳慧嫻暫別香港樂壇、前往美國留學前所發行之最後一張專輯，而顧名思義此乃陳慧嫻向其歌迷話別之作，並能從封套上印有陳氏所題之告別語可見一斑：
|  | 離開香港並不代表我們的關係從此中斷，我們會繼續聯絡，繼續分享，我會繼續關心，因為我「永遠是你的朋友」。 |

為此，專輯內曲目包括〈千千闋歌〉、〈夜機〉、〈最後的纏綿〉、〈披星獨行〉、〈應該不應該〉均圍繞「離別」之主題創作。再者，發行此專輯之時，正值六四事件發生後，加之以香港移民潮大盛，人心不穩，遠赴外地留學、工作者眾。當時的香港社會氣氛亦間接推動了本專輯的熱賣。
據陳慧嫻自述，當年她要求本專輯監製一欄須包括自己的名字，但實則其角色只在於選取〈千千闋歌〉及〈Dancing Boy〉二曲。而此二曲乃陳氏按其當時任職香港電台唱片騎師之好友黃靄君之建議選取，並皆由近藤真彥原唱。

## 封套
據陳慧嫻憶述，本專輯在她本人要求下，既有雙封面包裝，並可遠赴日本東京拍攝，兼由當地攝影師箱田耕作及美術指導酒井治操刀、Jackson Tang任封套設計、余倩雯任形象指導。其中，今所見專輯第一封面及封底，實於當地一寓所之洗手間取景，因該處自然光線充沛。至於第二封面則以帶雕刻之天花板作背景。

## 曲目
| 曲序     | 曲目        |          | 作曲                                            | 编曲     | 备注 | 时长  |
| -------- | ----------- | -------- | ----------------------------------------------- | -------- | --- | ----- |
| 1.       | 千千闋歌    | 林振強   | 馬飼野康二                                      | 盧東尼   | 第一主打 改編自近藤真彦的《夕焼けの歌》 同曲異詞：梅艷芳《夕陽之歌》、Blue Jeans《無聊時候》 國語版本為李翊君的《風中的承諾》 | 5:01  |
| 2.       | 最後的纏綿  | 簡寧     | 周治平                                          | 盧東尼   | 改編自甄秀珍的《今夜留一點愛給我》                                                                                            | 4:42  |
| 3.       | 虛假浪漫    | 簡寧     | 唐奕聰                                          | 唐奕聰   | | 4:28  |
| 4.       | 夜機        | 陳少琪   | Ralph Siegel                                    | 盧東尼   | 第三主打 改編自Nicole Seibert的《So Viele Lieder Sind In Mir》                                                                | 4:32  |
| 5.       | Dancing Boy | 林振強   | 井上堯之                                        | 盧東尼   | 第二主打 改編自近藤真彦的《Dancin' Babe》                                                                                     | 4:24  |
| 6.       | 披星獨行    | 陳少琪   | 倫永亮                                          | 倫永亮   | | 4:28  |
| 7.       | 冰點        | 子貓     | 玉置浩二                                        | 盧東尼   | 改編自玉置浩二的《氷点》 | 3:03  |
| 8.       | 憂鬱, 你好  | 林振強   | 盧東尼                                          | 盧東尼   | | 3:39  |
| 9.       | 真情流露    | 因葵     | 加藤和彥                                        | 盧東尼   | 日本動畫電影《超時空要塞 可曾記得愛》香港版本主題曲 改編自飯島真理的《愛・おぼえていますか》 近似版本：Dear Jane《2084》      | 4:33  |
| 10.      | 親吻        | 文井一   | 林敏怡                                          | 林敏怡   | | 4:29  |
| 11.      | 應該不應該  | 潘源良   | Didier René Henri Barbelivien François Bernheim | 盧東尼   | 改編自Patricia Kaas的《Souvenirs De L'est》                                                                                   | 3:12  |
| 总时长： | 总时长：    | 总时长： | 总时长：                                        | 总时长： | 总时长： | 46:29 |

## 發行版本
- 首版
- 光輝印記版：1999年4月。
- 《從頭認識》版：《從頭認識》是將陳慧嫻在寶麗金前12張粵語大碟捆綁發售，2002年6月19日。
- 環球復黑版：2004年9月18日。
- LPCD45版：2014年6月24日。
- 環球24K Gold金碟週年紀念經典系列：2014年7月15日 (25週年版) / 2020年9月23日 (50週年版)。
- K2HD版：2015年7月17日。
- SACD版：隨《頭號女神綻放期 SACD Collection Box Set》捆綁發售，2016年4月7日。
- 圖案彩膠版：2016年11月18日。
- SHM-SACD版：2019年7月18日。
- 24K Gold版：2020年9月23日。
- 環球經典禮讚：2021年3月19日，是將陳慧嫻的3張粵語大碟捆綁發售。
- 升級復黑王版：隨《青春之讚歌》Boxset捆綁發售，2021年9月20日。
- 玻璃CD：2022年1月14日。

## 音樂錄影帶
- 千千闋歌
- Dancing Boy
- 夜機
- 應該不應該

## 獎項
第十二屆十大中文金曲頒獎音樂會
- 十大中文金曲獎《千千闋歌》
- 十大中文金曲獎《夜機》
- IFPI大奬
- IFPI全年最高銷量大獎《永遠是你的朋友》
- 最佳唱片監製奬《永遠是你的朋友》（歐丁玉、陳慧嫻、陳永明）

1989年度十大勁歌金曲
- 第二季季選入選歌曲：《千千闋歌》
- 第三季季選入選歌曲：《夜機》

1989年度十大勁歌金曲頒獎典禮
- 十大金曲獎《千千闋歌》
- 最佳歌曲監製《千千闋歌》（歐丁玉）

1989年度叱吒樂壇流行榜頒獎典禮
- 叱咤樂壇我最喜愛的歌曲大獎《千千闋歌》
- 叱咤樂壇女歌手銅獎

第十二屆香港金唱片頒獎典禮
- 白金唱片：《永遠是你的朋友》